# Список керівників держав 710 року
Список керівників держав 709 року — 710 рік — Список керівників держав 711 року — Список керівників держав за роками

## Європа
- Британські острови:
  - Бріхейніог та Дівед — король Кадуган ап Катен (690–710), його змінив син король Райн ап Кадуган (710–720)
  - Вессекс — король Іне (688–726)
  - Галвідел — король Тутагуал ап Анарауд (695–715)
  - Гвент — король Морган II ап Атруіс (685–715)
  - Гвертриніон — король Пасцент II (бл. 690-бл. 710)
  - Гвінед — король Ідвал ап Кадваладр (682–720)
  - Дал Ріада — король Селбах мак Ферхайр (700–723)
  - Думнонія — король Герайнт ап Донарт (700–710), його змінив король Ітел ап Дунгарт (710–715)
  - Дунодінг — король Ейкіун (690–710)
  - Ессекс — король Селред (709–746)
  - Кент — король Вітред (692–725)
  - Мерсія — король Кеолред (709–716)
  - Нортумбрія — король Осред I (705–716)
  - Королівство піктів — король Нехтон III (706–724, 726–729)
  - Королівство Повіс — король Гуілог ап Белі (665–710), його змінив син король Елісед ап Гуілог (710–755)
  - Стратклайд (Альт Клуіт) — король Белі II (694–722)
  - Східна Англія — король Ельдвульф (664–713)
  - Гвікке — правили разом король Етельверд (704–716) та король Етельрік I (704–736)
- Венеціанська республіка — дож Паоло Лучіо Анафесто (697–717)
- Вестготське королівство — король Вітіца (702–710), його змінив король Родеріх (710–711)
- Візантійська імперія — імператор Юстиніан II (685–695, 705–711)
  - Неаполітанський дукат — дука Цезарій II (706–711)
  - Равеннський екзархат — екзарх Феофілакт (702–710), його змінив екзарх Іоанн III Різокоп (710–711)
- Волзька Булгарія — хан Котраг (668 — бл. 710), його змінив хан Ірхан (бл. 710 — бл. 765)
- Данія — король Онгенд (бл. 695–735)
- Домнонія — король Ріваллон II (692–720)
- Ірландія — верховний король Конгал Кеннмагайр (703–710), його змінив верховний король Фергал мак Маеле Дуйн (710–722)
  - Айлех — король Фергал мак Маеле Дуйн (700–722)
  - Коннахт — король Індрехтах II (707–723) та король Домналл мак Катайл (707–714)
  - Ленстер — король Келлах Куаланн мак Геріді (693–715)
  - Манстер — король Етерскел (бл. 698–721)
  - Улад — король Аед Ройн (708–735)
- Королівство лангобардів — король Аріперт II (702–712)
  - Герцогство Беневентське— герцог Ромоальд II (706–732)
  - Герцогство Сполетське — герцог Фароальд II Сполетський (703–724)
  - Герцогство Фріульське — герцог Пеммо (706–739)
- Перше Болгарське царство — хан Тервел (700–721)
- Святий Престол — папа римський Костянтин (708–715)
- Сербія — жупан Ратимір (бл. 700 — бл. 730)
- Франкське королівство:
  - король Хільдеберт III (695–711)
  - Австразія — мажордом Піпін Герістальський (680–714)
  - Аквітанія та Герцогство Васконія — герцог Едо Великий (бл. 688–735)
  - Баварія — герцог Теодон II (680–716)
  - Нейстрія та Бургундія — мажордом Грімоальд Молодший (695–714)
  - Тюрингія — герцог Хеден II (689 — бл. 741)
  - Шампань — герцог Грімоальд Молодший (708–714)
- Фризія — король Радбод (680–719)
- Хозарський каганат — каган Ібузір Гляван (690–715)
- Швеція — конунг Харальд Бойовий Зуб (бл. 705 — бл. 750)

## Азія
- Абазгія — князь Констянтин I (бл. 680 — бл. 710), його змінив князь Феодор (бл. 710 — бл. 730)
- Вірменське князівство — ішхан Смбат VI Багратуні (691–711)
- Диньяваді (династія Сур'я) — раджа Сур'я Сірі (694–714)
- Індія:
  - Бадамі— Західні Чалук'я — махараджахіраджа Віджаядітья Сат'яшрая (696–733)
  - Венгі— Східні Чалук'я — махараджа Джаясімха II (706–718)
  - Західні Ганги — магараджа Швімара I (679–726)
  - Камарупа — цар Віджая (670–725)
  - Кашмір — махараджа Пратападітія (бл. 661 — бл. 711)
  - Династія Паллавів  — махараджахіраджа Нарасімха-варман II (695–722)
  - Держава Пандья — раджа Арікесарі Мараварман (670–710), його змінив раджа Кочадайан Ранадхіран (710–735)
  - Раджарата — раджа Манаванна (691–726)
- Картлі — ерісмтавар Гурам III (693–748)
- Кахетія — князь Стефаноз II (684–736)
- Китай:
  - Бохай — ван Да Цзожун (Гао-ван) (698–719)
  - Наньчжао — ван Мен Лошен (674–712)
  - Династія Тан — імператор Чжун-цзун (Лі Сянь) (684, 705–710), його змінив імператор Шао-ді (Лі Чунмао) (710), після нього правив імператор Жуй-цзун (Лі Дань) (684–690, 710–712)
- Корея:
  - Сілла — ван Сондок Великий (702–737)
- Омеядський халіфат — халіф Аль-Валід I ібн Абдул-Малік (705–715)
- Паган — король Пеіт Тонг (660–710), його змінив король Мін Кве (710–716)
- Персія:
  - Гілян (династія Дабюїдів) — іспахбад Фарукхан Великий (676–728)
  - Табаристан (династія Баванді) — іспахбад Сорхаб I (680–728)
- Королівство Сунда — король Тарусбава (669–723)
- Східно-тюркський каганат — каган Капаган-каган (693–716)
- Тао-Кларджеті — князь Нерсе (705–742)
- Тибетська імперія — Меагцом (704—755)
- Тюргешський каганат — каган Соге (708–711)
- Чампа — князь Вікрантаварман II (бл. 686 — бл. 731)
- Ченла — королева Джаядеві (681–713)
- Імперія Шривіджая — махараджа Індраварман (702–728)
- Японія — імператриця Ґеммей (707–715)

## Африка
- Іфрикія — намісник Муса ібн Нусайр (703–715)
- Макурія — цар Меркурій (697–710), його змінив цар Кіріак I (бл. 710 — бл. 738)
- Некор — емір Саліх I ібн Мансур (710–749)

## Північна Америка
- Цивілізація Мая:
  - Баакульське царство — цар К'ан Хой Чітам II (702–722)
  - Дос-Пілас — цар Іцамнаах К'авіль (692–726)
  - Канульське царство — священний владика Йукно'м Ток’ К'авіїль (бл. 702 — бл. 731)
  - Копан — цар Вашаклахуун-Уб'аах-К'авіїль (695–738)
  - Тікаль — цар Хасав-Чан-Кавіль I (682–734)
  - Яшчилан — божественний цар Іцамнах-Балам III (681—742)